# Spansk grisgylta
Spansk grisgylta (Bodianus rufus) är en fiskart som först beskrevs av Carl von Linné 1758.  Spansk grisgylta ingår i släktet Bodianus och familjen läppfiskar. IUCN kategoriserar arten globalt som livskraftig. Inga underarter finns listade i Catalogue of Life.